# Епископ бачки Никанор
Никанор (световно Недељко Иличић; Нови Бечеј, 6. новембар 1906 — Сремска Каменица, 6. новембар 1986) био је епископ Српске православне цркве.

## Монашко звање
Епископ Никанор (световно Недељко Иличић) рођен је 6. новембра 1906. у Новом Бечеју од родитеља Недељка и Софије (дев. Туцаков). Основну школу је завршио у свом родном месту, а гимназију у Великом Бечкереку. После завршене Богословије у Сремским Карловцима, дипломирао је на Богословском факултету у Београду као питомац епископа темишварског др Георгија (Летића). Исте године је замонашен по чину мале схиме у манастиру Крушедолу на Ђурђиц. Замонашио га је архимандрит Сава (Трлајић), потоњи епископ-свештеномученик горњокарловачки, кога ће будући епископ Никанор и наследити на епископској катедри. Као монах постао је сабрат манастира Св. Ђурђа у Темишварској епархији и у исто време постављен за суплента гимназије у Великом Бечкереку. Такође је постављен и за парохијског ђакона и радио на устројству богомољачког покрета. Професорски испит положио је 1933, а протођаконом је постао 1939.

## Епископ
Никанора Иличића је на положају протођакона затекао и избор за епископа горњокарловачког 20. маја 1947. У чин презвитера рукоположио га је 24. маја исте године митрополит загребачки др Дамаскин. Хиротонисан је за епископа у београдској Саборној цркви 3. јуна 1947. Хиротонију је извршио патријарх српски Гаврило са епископима злетовско-струмичким Викентијем и шумадијским Валеријаном.
Нови епископ горњокарловачки Никанор добио је за управу и Епархију далматинску, којом је администрирао све до 1951. Међутим, када је пошао у Далмацију да прими администрацију, претучен је у Кистању и физички спречен да дође у седиште епархије. Рад епископа Никанора на обнови живота десетковане Горњокарловачке епархије спречаван је од грађанских власти на сваком кораку.
Четири године доцније, 1951, епископ Никанор је по свом пристанку премештен у Сремску епархију, где је опет требало видати ратне ране и обнављати разорене парохијске храмове и сремске манастире. Коначно, после смрти епископа бачког др Иринеја (Ћирића), изабран је 1955. за епископа бачког. Као епископ бачки неговао је у богослужењу велељепије наслеђено од свога претходника.
Поред Епархије далматинске, епископ Никанор је администрирао и епархијама Шабачко-ваљевском, Сремском (у два маха) и више година Будимском епархијом. Још у време када је био професор написао је уџбеник из литургике за четврти разред средњих школа и Катихизис. Своје радове објављивао је углавном у "Духовној стражи" и "Гласнику Српске православне цркве".
Умро је 6. новембра 1986. у Сремској Каменици, а сахрањен у крипти Саборне цркве у Новом Саду.